# 도널드 커티스

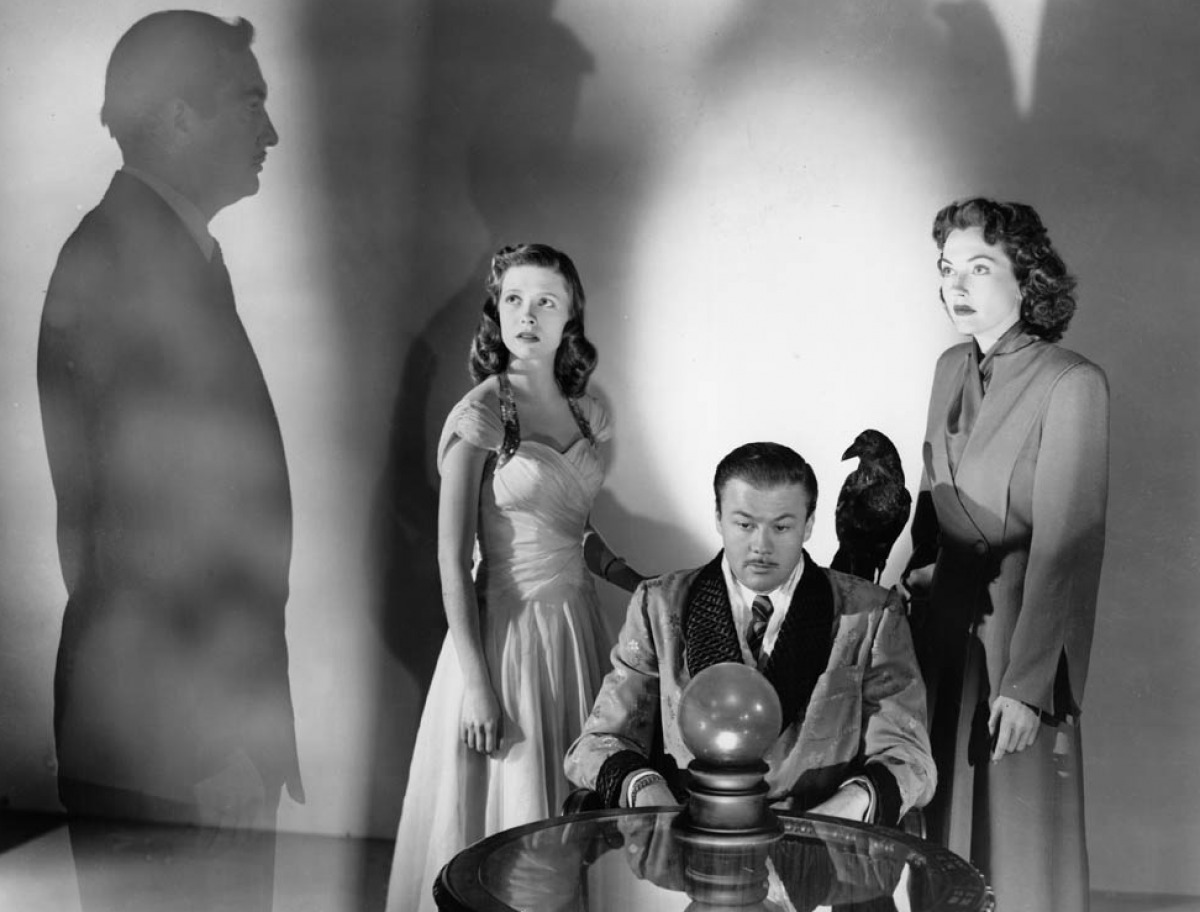

도널드 커티스(Donald Curtis, 1915년 2월 27일 ~ 1997년 5월 22일)는 미국의 배우, 텔레비전 배우이다.
체니에서 태어났다.

## 영화
- 지구 대 비행접시 (1956년)
- 십계 (1956년) - 메레드 역
- 놈은 바닷속으로부터 왔다 (1955년)
- 순정에 맺은 사랑 (1955년)
- 스튜디오 원 (1948년)
- 래시의 용기 (1946년)
- 래시의 아들 (1945년)
- 스릴 오브 어 로맨스 (1945년)
- 데이 워 익스펜더블 (1945년)
- 스펠바운드 (1945년)
- 녹원의 천사 (1944년)
- 써티 세컨즈 오버 도쿄 (1944년)
- 세인트 루이스에서 만나요 (1944년)
- 스윙 피버 (1943년)
- 바탄 (1943년)